# Stephanie Rice
Pour les articles homonymes, voir Rice.
Stephanie Rice, née le 17 juin 1988 à Brisbane dans le Queensland, est une nageuse australienne spécialiste des épreuves de quatre nages.
Championne olympique des 200 et 400 mètres 4 nages, elle a détenu les deux records du monde en grand bassin de quatre nages.

## Biographie
Après être entrée en équipe nationale, Stephanie Rice dispute pour la première fois les championnats nationaux en petit bassin en 2003 à Hobart. En 2004, la toute jeune nageuse, dans sa seizième année, apparaît pour la première fois dans une compétition continentale, les championnats d'Océanie disputés aux Fidji. Par la suite, elle participe aux sélections olympiques à Sydney mais ne parvient pas à se qualifier pour les Jeux olympiques d'été de 2004 malgré une quatrième place sur 400 m 4 nages. Fin 2004, la nageuse décroche un premier podium aux championnats d'Australie en petit bassin de Brisbane en terminant troisième sur 400 m 4 nages. Rice connaît une première sélection internationale à l'occasion des Jeux du Commonwealth de 2006 organisés à Melbourne. L’Australienne y remporte deux médailles d'or sur 200 et 400 m 4 nages. Confrontée aux Américaines, elle obtient deux médailles de bronze sur les mêmes épreuves lors des championnats pan-pacifiques.
La nageuse change de dimension en 2007 en remportant un premier titre national senior, une compétition sélective pour les championnats du monde de Melbourne. Alignée sur 200 et 400 m 4 nages, Rice remporte deux médailles de bronze dans des courses remportées par l'Américaine Katie Hoff. Durant l'année, l'Australienne bat les records du Commonwealth sur ses deux épreuves de prédilection. En 2008, la nageuse se qualifie pour les Jeux de Pékin, ses premiers, en remportant les deux courses de quatre nages lors des sélections olympiques australiennes. Plus encore, en 2 min 8 s 92 et 4 min 31 s 46, elle s'approprie les deux records du monde détenus auparavant par la Chinoise Yanyan Wu (200 m) et l'Américaine Hoff (400 m).
Aux Jeux olympiques, la nageuse abaisse la meilleure marque de l'histoire sur 400 m 4 nages et remporte la médaille d'or. En 4 min 29 s 45, elle subtilise le record du monde à Katie Hoff, seulement troisième de la course, et devient la première femme de l'histoire à descendre sous les 4 min 30 s 00 sur l'épreuve. L’Australienne devance de quatre dixièmes de seconde Kirsty Coventry. Elle réitèrera une performance analogue en remportant le 200 m 4 nages de la compétition, une nouvelle fois devant la nageuse Zimbabwéenne, lors duquel elle battra par ailleurs son propre record du monde. Ses jeux de Pékin 2008 se terminent en beauté, décrochant dès le lendemain, le 14 août 2008, sa troisième médaille d'or en trois courses, lors du relais 4 × 200 mètres nage libre, durant lequel l'Australie établira une nouvelle marque mondiale de référence, en passant sous la barre des 7 min 45 s 00.

## Palmarès

### Jeux olympiques
- Jeux olympiques de 2008 à Pékin (Chine) :
  -  Médaille d'or sur 200 mètres quatre nages (2 min 8 s 45, RM).
  -  Médaille d'or sur 400 mètres quatre nages (4 min 29 s 45, RM).
  -  Médaille d'or sur le relais  4 × 200 mètres nage libre (7 min 44 s 31, RM).

### Championnats du monde
- Championnats du monde 2007 à Melbourne (Australie) :
  -  Médaille de bronze sur 200 mètres quatre nages.
  -  Médaille de bronze sur 400 mètres quatre nages.

- Championnats du monde 2009 à Rome (Italie) :
  -  Médaille d'argent sur 200 mètres quatre nages.
  -  Médaille d'argent du relais 4 × 100 m quatre nages.
  -  Médaille de bronze sur 400 mètres quatre nages.

- Championnats du monde 2011 à Shanghai (Chine) :
  -  Médaille de bronze sur 400 mètres quatre nages.
  -  Médaille de bronze du relais 4 × 100 m quatre nages.

## Polémique
En septembre 2010, le sponsor Jaguar rompt son contrat avec Stéphanie Rice, après la publication par cette dernière de propos homophobes sur son compte Twitter. À propos des joueurs de rugby sud-africains battus au tournoi des Tri Nations par les Australiens, elle avait écrit : « suck on that faggots » (« que ces pédés aillent se faire enc... »). Ces propos ont aussitôt provoqué une vague de protestations sur Internet. Nombreux sont les internautes ayant « retweeté » la petite phrase. « Nous ne voulons pas associer notre marque avec cela », a expliqué le porte-parole du constructeur automobile qui utilisait l'image de la nageuse depuis le début de l'année. La jeune femme, qui n’a pas mesuré l’impact de ses propos, s’est excusée publiquement sur la chaîne Ten News : « Tout le monde a le droit d’être traité avec dignité. J’ai outrepassé les limites de la décence. Et pour cela je suis profondément désolée. »